# Hacıreissökü, Çatalzeytin
Hacıreissökü là một xã thuộc huyện Çatalzeytin, tỉnh Kastamonu, Thổ Nhĩ Kỳ. Dân số thời điểm năm 2008 là 93 người.